# Tân Dân, Hạ Long
Tân Dân là một xã thuộc thành phố Hạ Long, tỉnh Quảng Ninh, Việt Nam.
Xã Tân Dân có diện tích 75,66 km², dân số năm 1999 là 2142 người, mật độ dân số đạt 28 người/km².